# Cerodontha cingulata
Cerodontha cingulata este o specie de muște din genul Cerodontha, familia Agromyzidae. A fost descrisă pentru prima dată de Zetterstedt în anul 1848. Conform Catalogue of Life specia Cerodontha cingulata nu are subspecii cunoscute.